# 長鳥駅
長鳥駅（ながとりえき）は、新潟県柏崎市大字西長鳥字岩の入にある、東日本旅客鉄道（JR東日本）信越本線の駅である。

## 歴史
- 1943年（昭和18年）9月1日：鉄道省の長鳥信号場として開設[2]。
- 1953年（昭和28年）12月15日：駅に昇格し、長鳥駅開業[1][2]。
- 1971年（昭和46年）12月1日：荷物の扱いを廃止[3]。無人駅となる[4]。
- 1987年（昭和62年）4月1日：国鉄分割民営化により、JR東日本の駅となる[2]。

## 駅構造
築堤上に島式ホーム1面2線を有する地上駅だが、駅舎はホーム直下にあり、地下通路で連絡している。駅舎は待合室のみで、改札口はない。
長岡駅管理の無人駅である。公衆電話や化粧室は駅舎外に設置されているが、自動販売機はない。また、自動券売機はなく、乗車駅証明書発行機のみ設置されている。

### のりば
| 番線 | 路線      | 方向 | 行先             |
| ---- | --------- | ---- | ---------------- |
| 1    | ■信越本線 | 上り | 柏崎・直江津方面 |
| 2    | ■信越本線 | 下り | 長岡・新潟方面   |

- 2019年（令和元年）6月時点では案内上ののりば番号は割り当てられていなかったが[6]、2023年（令和5年）9月時点で案内上ののりば番号が割り当てられるようになった[5]。

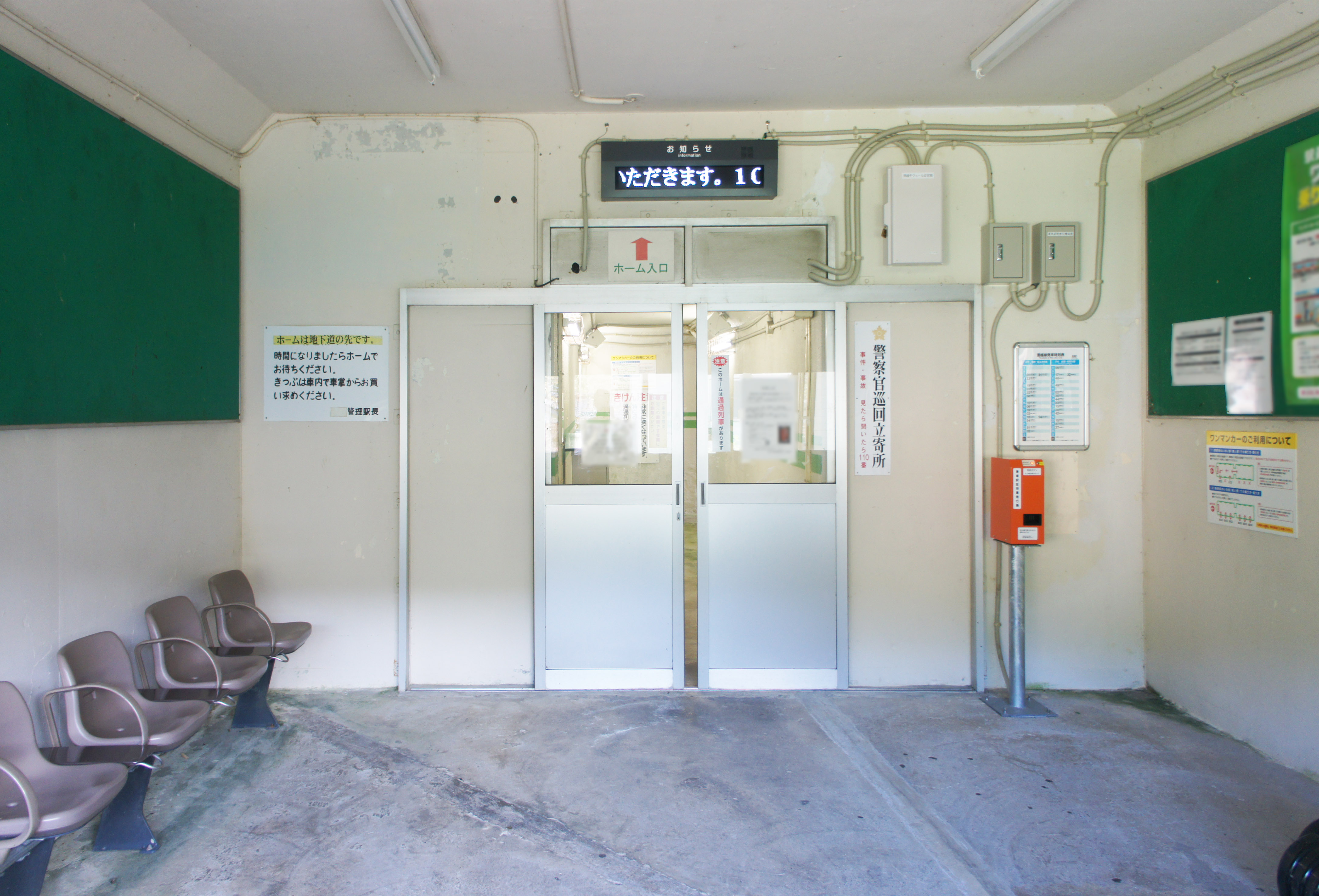
待合室（2021年9月）
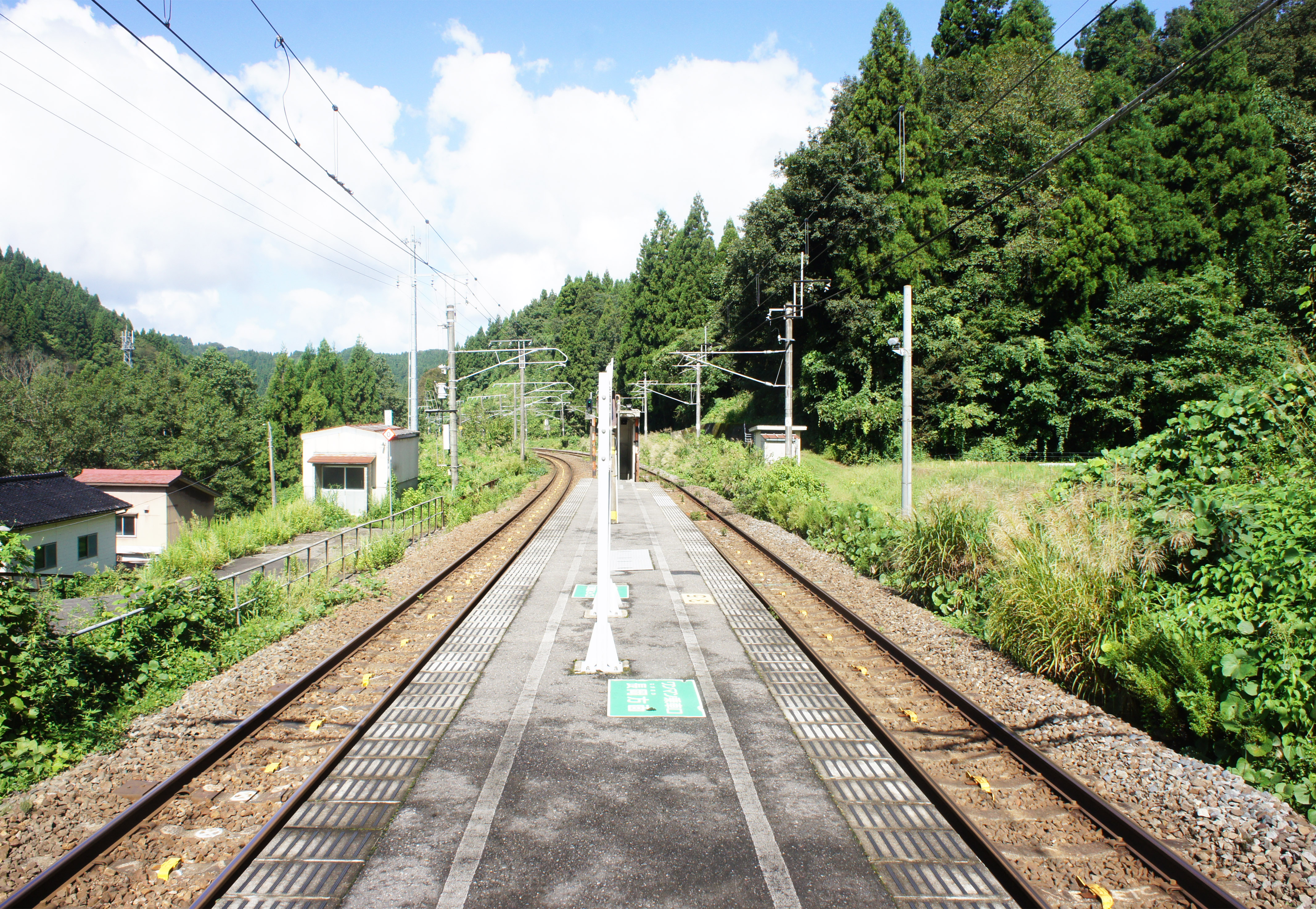
ホーム（2021年9月）

## 駅周辺
- 長鳥鉱泉（廃業）
  - かつては旅館「坂田館」があり、鉄道を利用して多くの客が訪れていたが、昭和40年代の信越本線複線化工事に伴い立ち退きを余儀なくされ、廃業[7]。
- 岩の入集落
  - 駅前に広がる集落。2022年（令和4年）初めには集落の魅力を伝えるフォトギャラリーが駅の待合室に設置された[8]。
- 杉平（＝すぎひら）集落
  - 当駅の位置する西長鳥の奥に、東長鳥の杉平集落があり、勝海舟の曽祖父である米山検校の出身地であるとされている[9][10][11][12]。この辺りまで下ると柏崎市街方面への路線バスが運行している[13]。

## 隣の駅
東日本旅客鉄道（JR東日本）
■信越本線
■快速
通過
■普通
越後広田駅 - 長鳥駅 - 塚山駅